# كينكيشي إيواساوا
كينكيشي إيوازاوا هو عالم رياضيات ياباني يعرف أساسا بفضل تأثيره على النظرية الجبرية للأعداد.